# La miraculosa
La miraculosa és una tragèdia en tres actes, original d'Ambrosi Carrion, estrenada al teatre Principal de Figueres, el dia 17 d'abril de 1920, per la companyia dramàtica de Maria Vila i Pius Daví. Carrion que fugia els espctacles comercials de massa, se sentia marginat per la política teatral de l'empresari Josep Canals al Romea, que imposaria un «teatre blanc, sense conflictes vius».
L'acció té lloc a la darreria de l'edat mitjana al món dels pirates.

## Personatges
- La miraculosa Marta
- Marc, el capità pirata
- L'epilèptic
- El Timoner
- El Neòfit Martinet
- Hug, el contramestre
- Cap de Foc
- El Guaita
- El Vell Creient Simó
- Dues donzelles: Agnès i Maria
- Els tres Novicis: Jaume, Baptista i Esteve
- Un pirata vell
- Un altre Pirata
- La Veu de les Vergues
- Els Captius
- Els Pirates
- El cor dels Captius